# 特雷巴比
特雷巴比（法語：Trébabu，法語發音：[tʁebaby]）是法国菲尼斯泰尔省的一个市镇，属于布雷斯特区。

## 地理
特雷巴比（48°22'14"N, 4°44'7"W）面积4.36 平方千米，位于法国布列塔尼大區菲尼斯泰尔省，该省份为法国最西部的省份，位于布列塔尼半岛西部，北西南三面环大西洋，东临阿摩尔滨海省和莫尔比昂省。
与特雷巴比接壤的市镇（或旧市镇、城区）包括：勒孔凯、普卢贡沃兰、普卢莫盖尔。

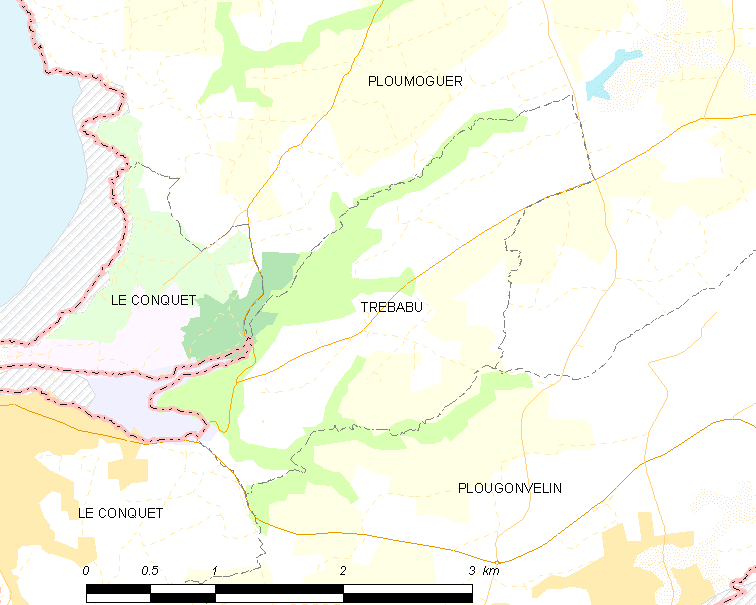
特雷巴比的OSM定位图

特雷巴比的时区为UTC+01:00、UTC+02:00（夏令时）。

## 行政
特雷巴比的邮政编码为29217，INSEE市镇编码为29282。

## 政治
特雷巴比所属的省级选区为圣勒南县。

## 人口

1962-2008年间特雷巴比人口变化图示

特雷巴比于2022年1月1日时的人口数量为365人。